# Spencer Redford
Spencer Redford (ur. 10 sierpnia 1983 w Detroit, Michigan) – amerykańska aktorka znana z roli Loretty Modern w filmie "Wirtualny ideał" (ang. Pixel Perfect).
Pierwszą poważną rolę dostała w serialu Świat Raven (ang. That's So Raven). Zagrała tam fotografkę, Serinę, która pracuje dla szkolnej gazety i szuka dowodów na to, że Raven Baxter (Raven Symone) jest nienormalna. Poza tym grała również w Even Stevens, Joan of Arcadia, Arrestet Development, Jake in Progress i w Judging Amy.